# آرام‌اس سدریک
آرام‌اس سدریک (به انگلیسی: RMS Cedric) یک کشتی بود که طول آن ۷۰۰ فوت (۲۱۳٫۴ متر) بود. این کشتی در سال ۱۹۰۲ ساخته شد.